# Andreja Jernejčič
Andreja Jernejčič, slovenska novinarka, svetovalka za odnose z javnostmi in trenerka javnega nastopanja, * 14. julij 1975, Novo mesto
Je lastnica podjetja Lin&Nil. Predava javno komuniciranje na Fakulteti za zdravstvo Angele Boškin. Kot piarovka je delala na Ministrstvu za obrambo RS. Bila je članica uprave Infoneta.
Odraščala je v Žužemberku. Obiskovala je Gimnazijo Novo mesto. Diplomirala (1999) in magistrirala (2004) je iz novinarstva na FDV.

### Zasebno
Leta 2014 se je ločila od Andreja Vizjaka, s katerim ima hčer.
V mladosti je rada brala ljubezenske in zgodovinske romane z veliko nadaljevanji. Danes išče navdih v poslovnih knjigah, avtobiografijah in priročnikih za osebnostno rast. Pritegnejo jo zgodbe uspešnih ljudi s težko mladostjo. Najbolj sta jo navdušili biografiji Madonne in Stevea Jobsa, pa govori Baracka Obame in knjiga o razvoju otroških možganov.